# تابش

این تصویر توانایی سه گونه پرتو را نشان می‌دهد: ذرات آلفا (α) با برخورد به برگ کاغذ متوقف می‌شوند. ذرات بتا (β) با برخورد به ورقه آلومینیوم متوقف می‌شوند، و قسمتی از ذرات گاما (γ) می‌توانند از ورقه سربی بگذرند.

در فیزیک، تابش (به انگلیسی: Radiation) به معنی انتشار یا انتقال انرژی به شکل ذرات یا امواج در محیط یا فضاست.
دو گونه تابش وجود دارد؛ یون‌ساز و غیریون‌ساز. واژهٔ پرتو (Ray) بیشتر برای پرتوهای یون‌ساز به‌کار می‌رود (که انرژی کافی برای یونش اتم‌ها را دارند)، اما گاهی ممکن است برای پرتوهای غیریون‌ساز نیز به‌کار رود که دراین‌صورت معمولاً به آن موج می‌گویند (مانند نور و امواج رادیویی).
انرژی تابشی، از منبعِ خود، از همه سو به بیرون و در خط راست سیر می‌کند. هر دو گونه تابش یونی و غیریونی می‌تواند برای اندامگان آسیب‌رسان باشد و همچنین ممکن است منجر به تغییراتی در زیست‌بوم شود.

## پرتو غیریون‌ساز
این پرتوها انرژی کافی را برای یونش اتم‌ها ندارند اما با ایجاد گرما داخل بافت‌ها و اندام‌های بدن می‌تواند سبب آسیب شود.
امواج رادیویی، تابش فروسرخ، تابش فرابنفش و امواج مایکرویو در دسته پرتوهای غیریون‌ساز قرار دارند.

## پرتو یون‌ساز
این پرتو با انرژی کافی می‌تواند اتم‌ها را یونیده کند. از آنجا که یاخته (سلول) از اتم ساخته‌شده، یونیدن می‌تواند سبب سرطان شود. هر یاخته انسان از هزاران میلیون اتم ساخته‌شده و احتمال ابتلا به سرطان از راه تابش به میزان تابش و میزان حساسیت فرد بستگی دارد.
ذرات آلفا، ذرات بتا، گاما و پرتوهای ایکس و نوترون همگی ممکن است که با شتاب دادن، انرژی کافی برای یونش اتم‌ها را پدیدآورند.

### پرتو آلفا
ذرات آلفا (α) معمولاً در هنگام واپاشی هسته‌های بزرگ منتشر می‌شوند. هر ذرهٔ آلفا (همانند هسته هلیوم،He2+) دربرگیرنده دو نوترون و دو پروتون است.

### پرتو بتا (+/-)
هر ذره بتا متشکل از ۱عدد الکترون است.